# (1320) Impala
(1320) Impala – planetoida z pasa głównego asteroid okrążająca Słońce w ciągu 5 lat i 59 dni w średniej odległości 2,99 au. Została odkryta 13 maja 1934 roku w Union Observatory w Johannesburgu przez Cyrila Jacksona. Nazwa planetoidy pochodzi od impali, gatunku antylopy. Przed nadaniem nazwy planetoida nosiła oznaczenie tymczasowe (1320) 1934 JG.